# Gaura lindheimeri
Oenothera lindheimeri là một loài thực vật có hoa trong họ Anh thảo chiều. Loài này được Engelm. & A.Gray mô tả khoa học đầu tiên năm 1845.

## Hình ảnh

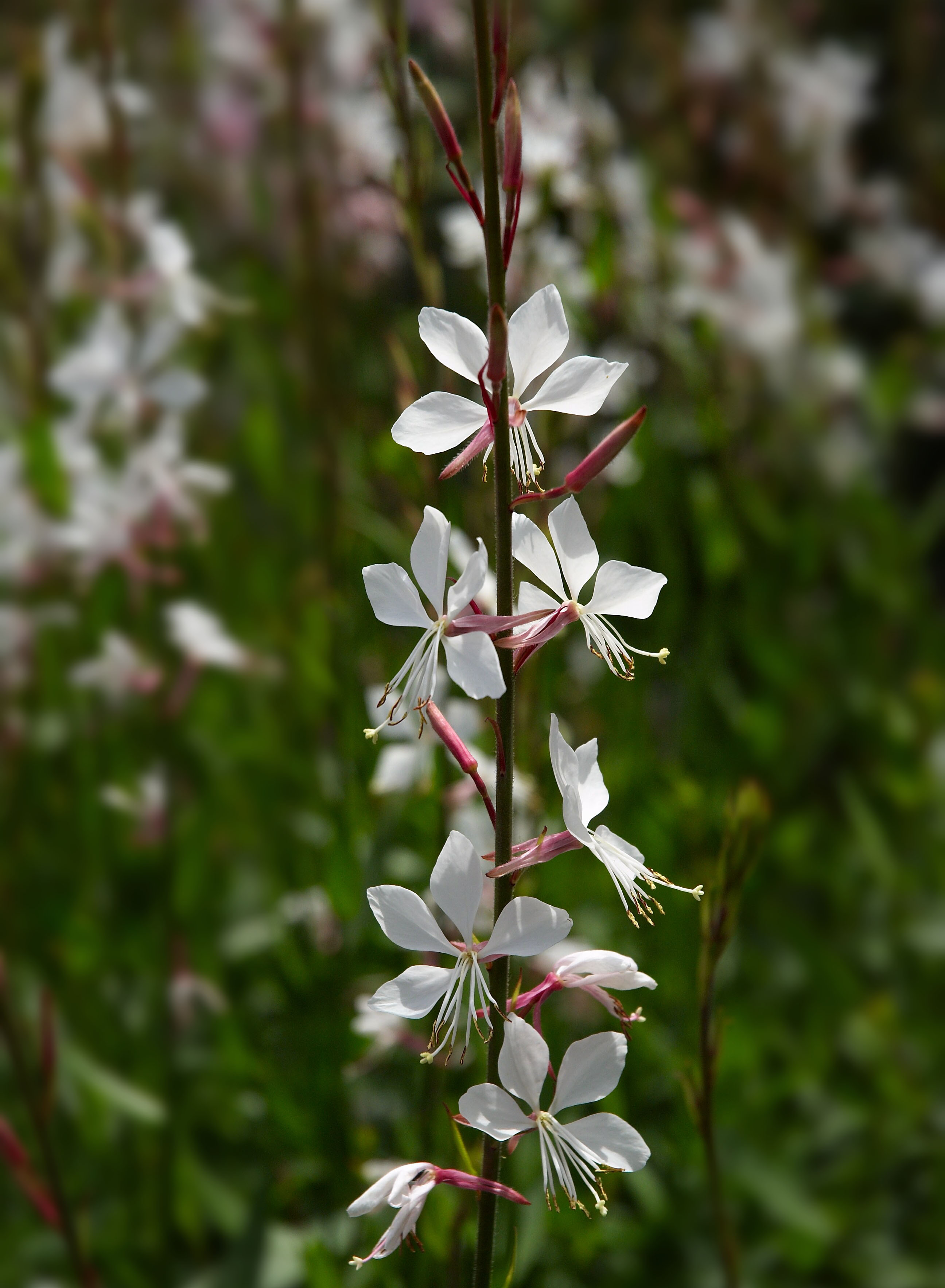
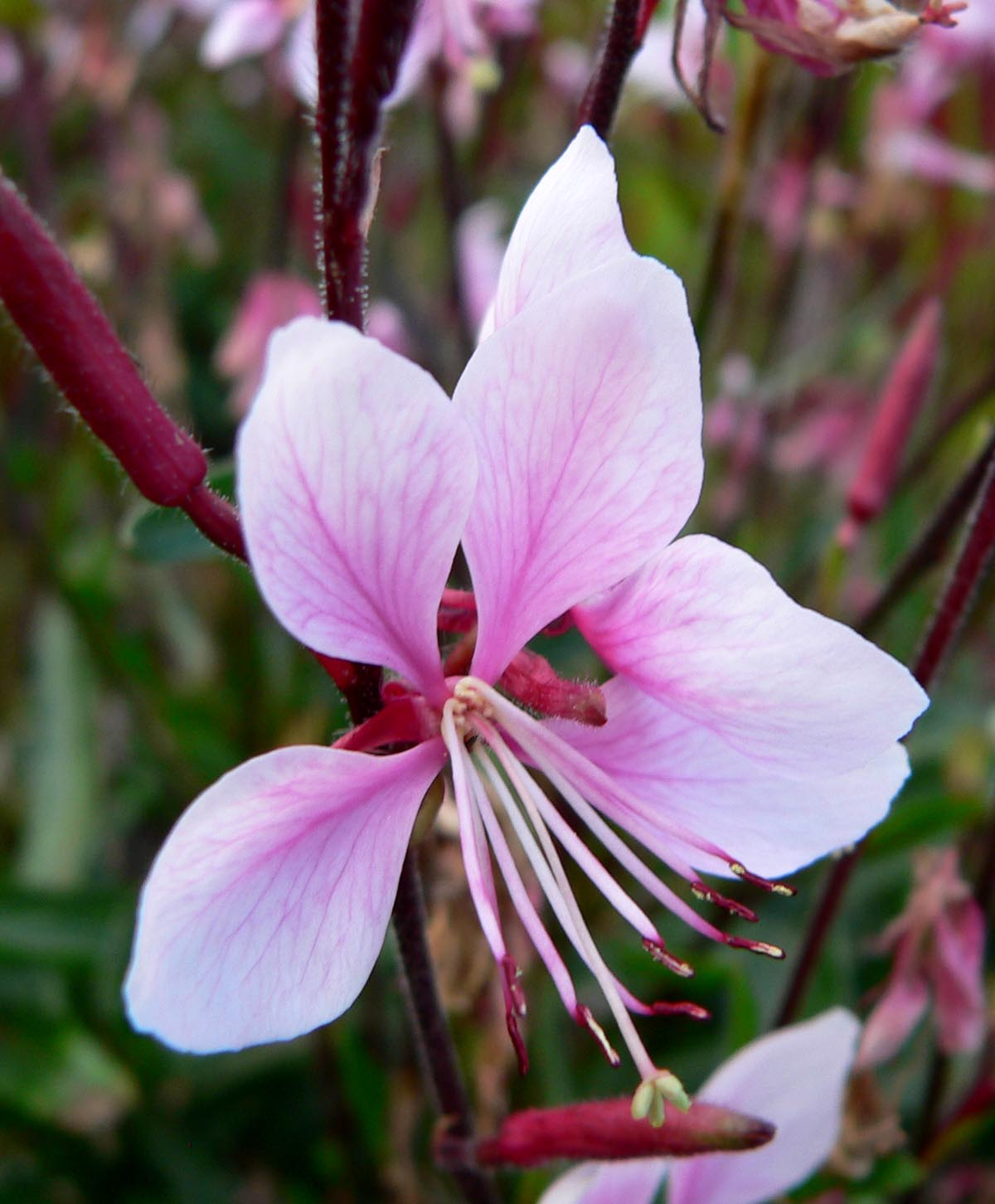
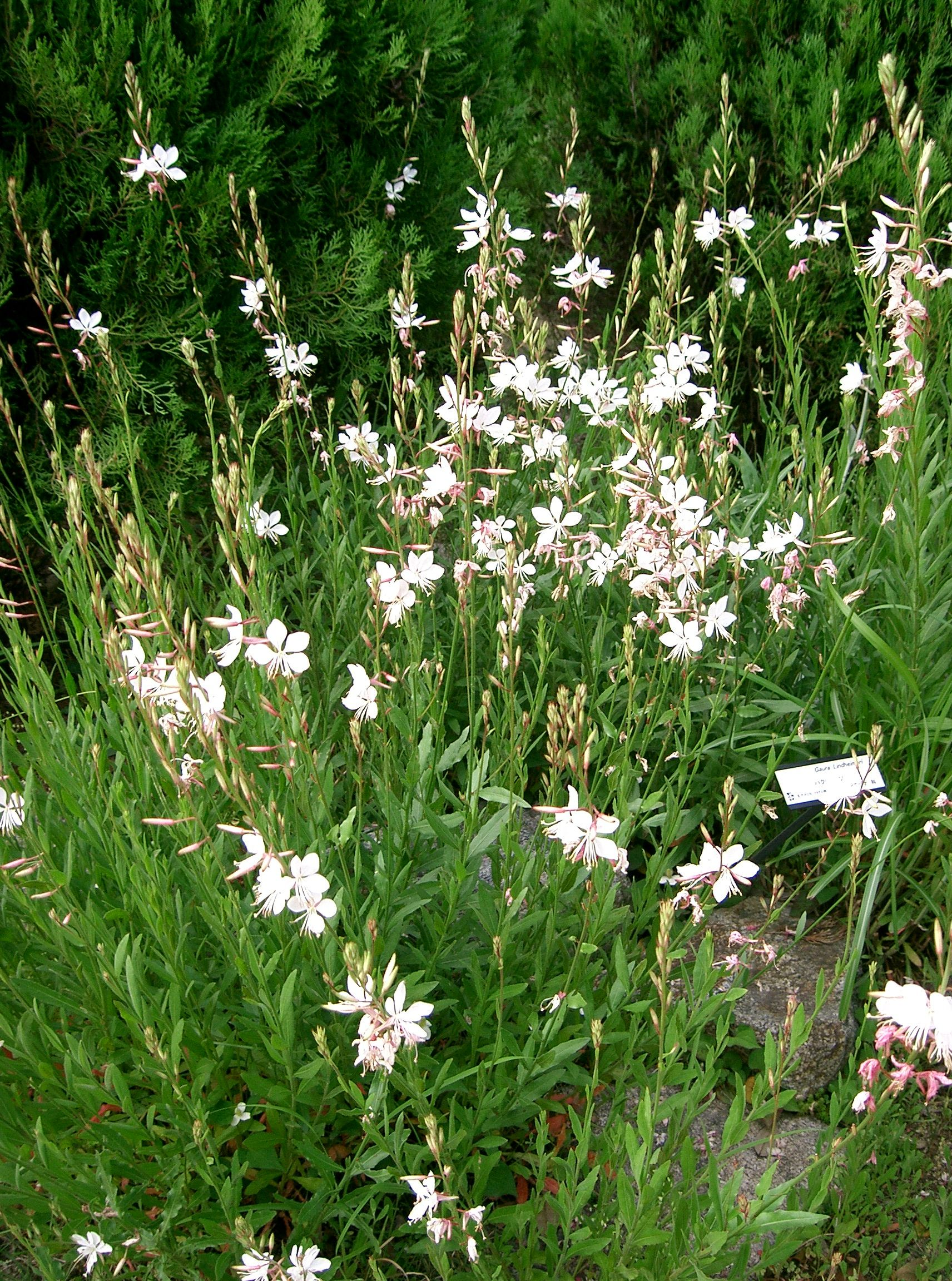
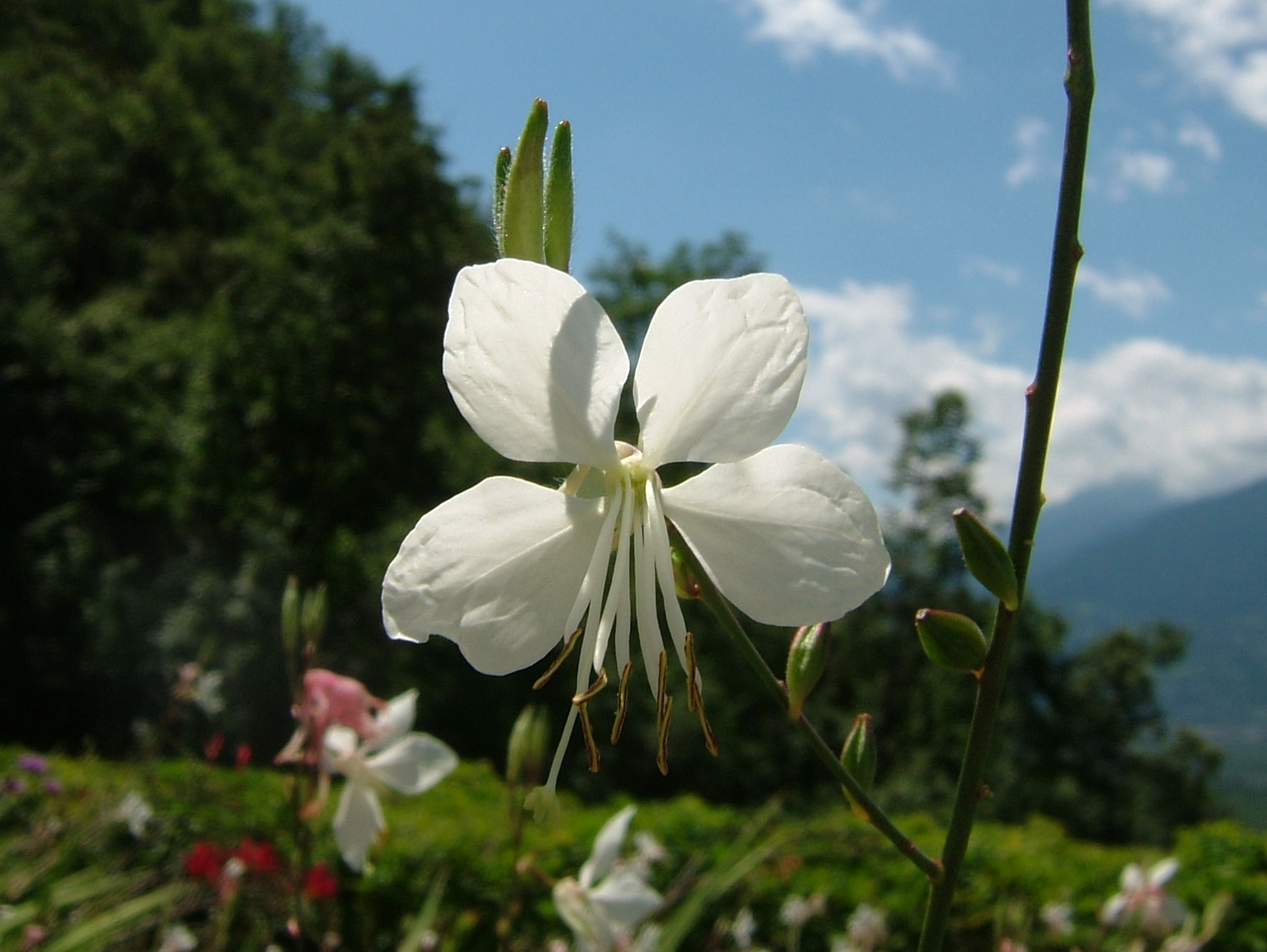